# 川口淳一郎
川口 淳一郎（かわぐち じゅんいちろう、1955年〈昭和30年〉9月24日 - ）は、日本の工学者。専門は、制御システム論・応用飛行力学。学位は、工学博士（東京大学・1983年）。オーストラリア国立大学教授。
宇宙科学研究所宇宙航行システム研究系教授、宇宙科学研究所宇宙航行システム研究系研究主幹、宇宙科学研究所深宇宙探査センターセンター長、国立研究開発法人宇宙航空研究開発機構シニアフェロー、内閣官房宇宙開発戦略本部事務局局長、東京大学大学院工学系研究科教授（兼任）、東北大学特任教授などを歴任した。

## 概要
青森県弘前市出身。宇宙工学者である。特に制御システム論や応用飛行力学といった分野を専攻する。アストロダイナミクス、軌道力学、姿勢・軌道制御、航法・軌道決定論、惑星探査ミッション解析、システム制御論などの研究に従事した。宇宙科学研究所にて助手、助教授を経て教授に就任し、宇宙航行システム研究系の研究主幹や深宇宙探査センターのセンター長など要職を歴任。さらに、宇宙科学研究所を設置・運営する宇宙航空研究開発機構においては、シニアフェローを務めた。そのほか、内閣官房の宇宙開発戦略本部事務局にて局長を務めた。

## 来歴

### 生い立ち
青森県弘前市生まれ。1974年に青森県立弘前高等学校を卒業後、京都大学工学部物理工学科に進む。京都大学卒業後に東京大学大学院工学系研究科航空学専攻に進学した。

### 研究者として

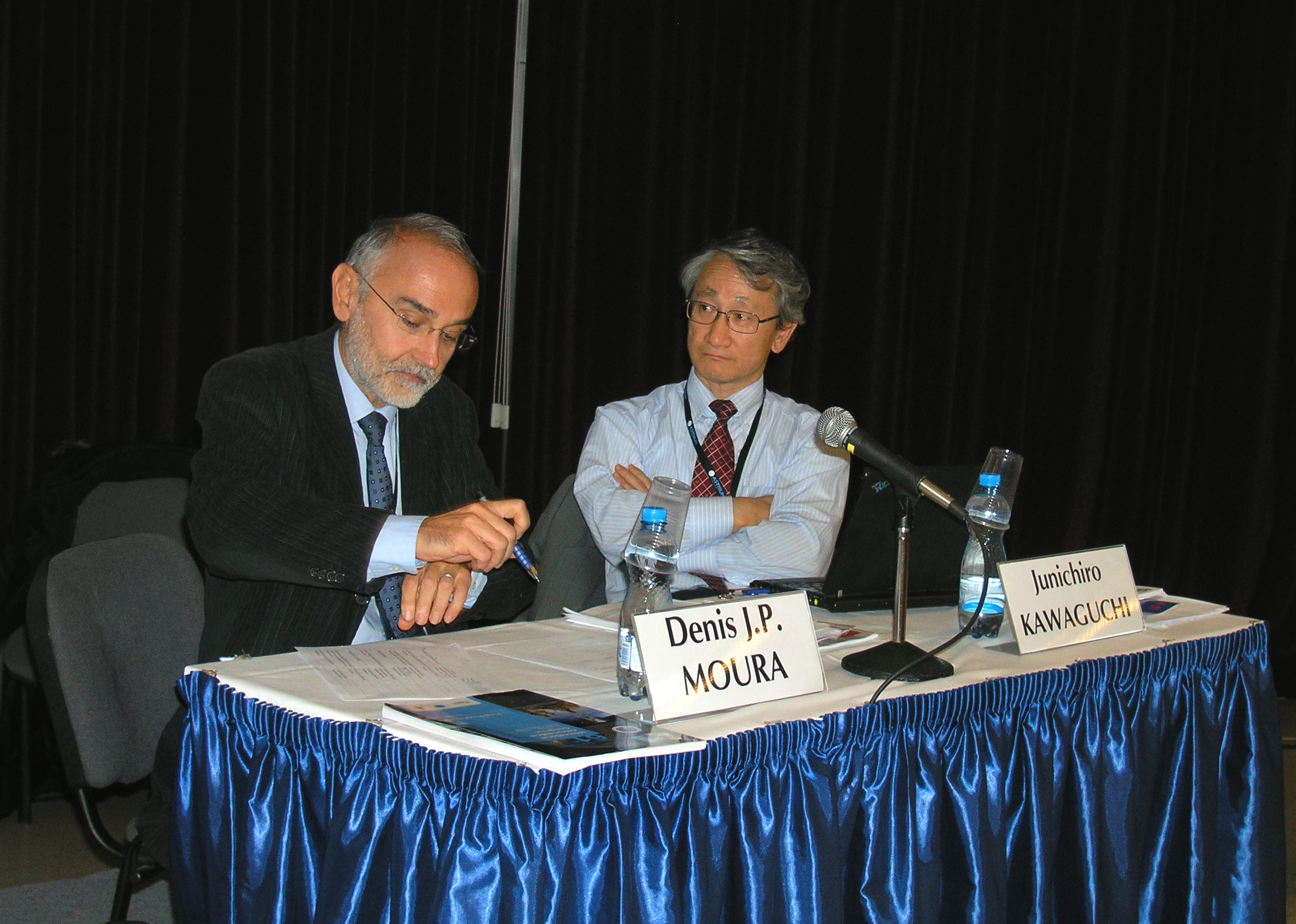
2010年10月1日、国際宇宙会議にてデニス・モウラ（左）と

1983年に東京大学大学院工学系研究科博士課程修了後、文部省の宇宙科学研究所に助手として着任し、1988年の助教授就任を経て2000年に教授に就任した。
その後、宇宙科学研究所は、文部省から文部科学省を経て宇宙航空研究開発機構に移管された。宇宙科学研究所 (ISAS/JAXA) においては、宇宙航行システム研究系の教授を務め、研究主幹にも就任した。また、宇宙科学研究所の深宇宙探査センターにてセンター長も兼務した。月・惑星探査プログラムグループ (JSPEC/JAXA) においては、月・惑星探査推進ディレクターを務めた。2011年8月、宇宙科学研究所を設置・運営する宇宙航空研究開発機構にて、シニアフェローとなった。
また、2012年から2014年にかけて、内閣官房の宇宙開発戦略本部事務局にて局長を務めた。そのほか、宇宙開発委員会の専門委員や、日本学術会議の連携委員などを務めた。

## 研究・業績

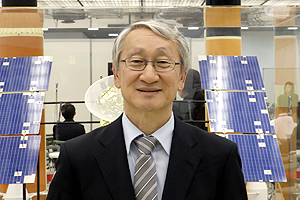
2016年、「航空機産業しごとフェア」で展示された「はやぶさ」の模型の前で

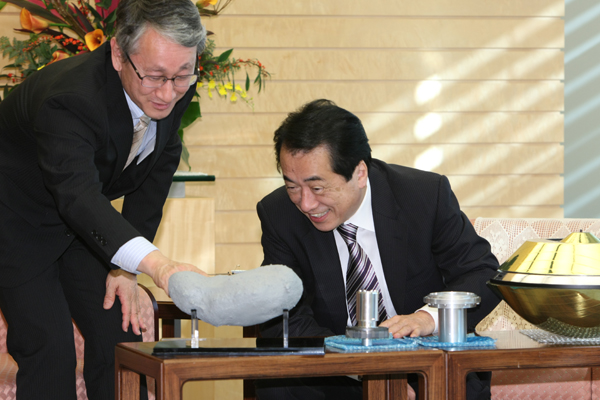
2010年12月9日、総理大臣官邸にて内閣総理大臣菅直人（右）と

専門は工学、特に制御システム論や応用飛行力学といった分野の研究を手掛ける。
宇宙科学研究所において「さきがけ」「すいせい」「ひてん」「GEOTAIL」「のぞみ」「はやぶさ」「IKAROS」などの科学衛星ミッションに携わり、「はやぶさ」ではプロジェクトマネージャを務めていた。「のぞみ」ミッションにおいて探査機の重量制限緩和の為に二重月スイングバイと地球パワースイングバイを併用した軌道を提案し、また、主推進器の逆止弁の故障によってパワースイングバイを行えなかった際の救出ミッションにおいて、二重地球スイングバイを考案している。また、「はやぶさ」ミッションにおいては電気推進の特性を生かした「EDVEGA」と呼ばれる航法を考案した。現在はソーラーセイルを用いた惑星探査に関する研究を行っており、「IKAROS」ミッションは川口研究室が中心となって実現した。
科学衛星ミッション以外にもロケット等の姿勢・誘導制御について研究を行っており、「M-3SIIロケット」「HIMES」「M-Vロケット」「SS-520ロケット」などに携わった。
2003年には、本人に因んで小惑星の一つに「川口淳」という名が与えられた。
学術団体としては、日本航空宇宙学会、米国航空宇宙学会 (AIAA)、計測自動制御学会、システム制御情報学会、日本惑星科学会などに所属している。

## 宇宙政策・ 主張
2011年、政府の平成24年（2012年）度予算に関する閣議決定で、宇宙関連予算では利用に重点を置いた方針がとられたことについて、利用に徹する姿勢から新たな技術を拓くことは期待できず、（他国から）新たな技術開発やイノベーションが現れるのを待つだけに陥る危険があると訴え、日本が閉塞する大きな原因の一端であると述べた。2015年に政府が策定した宇宙基本計画で出口戦略が強調された際も、川口は、出口戦略はセレンディピティという科学や技術の本質に逆行するもので、出口が見えるような短期的な視点で生産性を追うだけでは、革新的な技術は生まれないと指摘した。

## 人物
宇宙工学分野を目指したきっかけは、「アポロ計画の月探査やバイキング探査機の火星探査の見事なミッションに感銘を受けたため」だと語っている。趣味は「非常に遅くじっくり泳ぐこと」、信条は「どんなに足下を固めても、高いところに上らなければ水平線は見えて来ない」である。
2011年には、中山秀征、杉浦太陽、佐々木健介らと共にベスト・ファーザー賞を受賞した。

## 略歴
- 1955年 - 青森県弘前市にて誕生。
- 1974年 - 青森県立弘前高等学校卒業
- 1978年 - 京都大学工学部卒業
- 1983年
  - 東京大学大学院工学系研究科博士課程修了
  - 宇宙科学研究所助手
- 1988年 - 宇宙科学研究所助教授
- 2000年 - 宇宙科学研究所教授

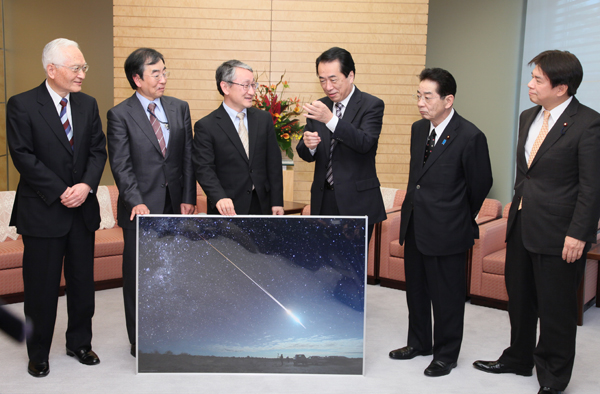
2010年12月9日、総理大臣官邸にて宇宙航空研究開発機構理事長立川敬二（左端）、宇宙科学研究所固体惑星科学研究系教授藤村彰夫（左から2人目）、内閣総理大臣菅直人（右から3人目）、内閣官房長官仙谷由人（右から2人目）、文部科学副大臣笹木竜三（右端）と

- 2011年 - 宇宙航空研究開発機構シニアフェロー
- 2012年 - 内閣官房宇宙開発戦略本部事務局局長
- 2020年 - 宇宙科学研究所名誉教授、東北大学特任教授
- 2021年 - オーストラリア国立大学教授

## 受賞歴
- 1987年 - 計測自動制御学会技術賞
- 1991年 - 日経BP賞

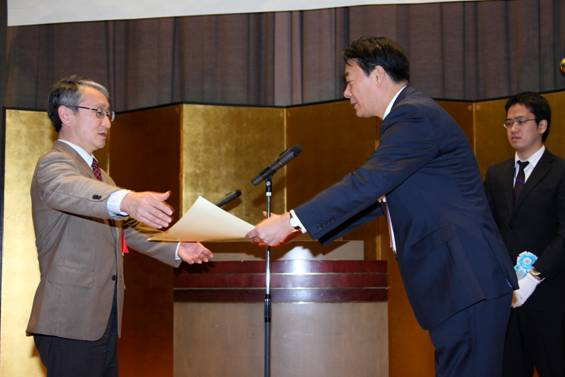
2010年12月2日、「はやぶさ」功労者感謝状贈呈式にて内閣府特命担当大臣（科学技術政策担当）海江田万里（右）と

- 1993年 - NASA Group Achievement Award
- 2004年 - 日本航空宇宙学会技術賞
- 2006年 - National Space Society Space Pioneer Award
- 2006年 - 日本航空宇宙学会技術賞
- 2007年 - 科学技術分野文部科学大臣表彰
- 2010年
  - 弘前市民栄誉賞[7]
  - NEC C&C財団25周年記念賞
  - 東奥賞
  - 財界賞特別賞
  - 日本イノベーター大賞
- 2011年 - ベスト・ファーザー イエローリボン賞
- 2012年 - 宇宙功労賞

## テレビ出演
- 日経スペシャル カンブリア宮殿 挑み続けた2592日...感動のドラマの裏側 「あきらめなければ未来は拓ける！」（2011年3月24日、テレビ東京）[8]
- 新プロジェクトX〜挑戦者たち〜 小惑星探査機はやぶさ 奇跡の地球帰還（2024年9月21日、NHK総合）[9]

## 著書

### 単著
- 『はやぶさ、そうまでして君は 生みの親がはじめて明かすプロジェクト秘話』（2010年12月10日、宝島社）ISBN 4-796-67891-3
- 『カラー版 小惑星探査機はやぶさ 「玉手箱」は開かれた』（2010年12月20日、中央公論新社 中公新書）ISBN 978-4-12-102089-5
- 『「はやぶさ」式思考法』（2011年2月3日、飛鳥新社）ISBN 978-4-86410-063-2
  - 『はやぶさ式思考法 創造的仕事のための24章』（2014年1月30日、新潮社 新潮文庫）ISBN 9784101272511
- 『はやぶさ 世界初を実現した日本の力 描かれざる想いと真実』（2012年2月14日、日本実業出版社）ISBN 9784534049223
- 『「はやぶさ」式子育て法』（2012年3月20日、青春出版社）ISBN 978-4-413-03832-4
- 『疑え、常識。』（2012年3月26日、ベストセラーズ）ISBN 9784584134023
- 『閃く脳の作り方 飛躍を起こすのに必要な11のこと』（2012年5月11日、飛鳥新社）ISBN 978-4-86410-165-3
- 『仕事学のすすめ 川口淳一郎 高い塔から水平線を見渡せ！ NHKラジオテキスト(2015-8月/2月)』（2015年7月25日、NHK出版）ISBN 9784142291052
- 『こども実験教室 宇宙を飛ぶスゴイ技術！ 理系アタマを育てる 「はやぶさ2」「イカロス」に強くなる!!』（2018年7月21日、ビジネス社）ISBN 9784828420462
- 『「はやぶさ2」が拓く人類が宇宙資源を活用する日』（2021年1月23日、ビジネス社）ISBN 9784828422503

### 共著
- 『航空宇宙における制御』（共著者:畑剛 泉達司）（1999年11月12日、コロナ社）ISBN 4-339-04424-5
- 『人工衛星と宇宙探査機』（共著者:木田隆 小松敬治）（2001年9月28日、コロナ社）ISBN 4-339-01223-8
- 『ビークル(計測・制御テクノロジーシリーズ)』（共著者:金井喜美雄 ほか、編集:計測自動制御学会）（2003年12月12日、コロナ社）ISBN 4-339-03363-4
- 『「ゆらぎ」の力 はやぶさの帰還・宇宙の始まり・高次な生命機能』（共著者:佐藤勝彦 柳田敏雄 吉川真 唐津治夢、編集:武田計測先端知財団）（2011年9月9日、ケイディーネオブック/化学同人）ISBN 9784759803907
- 『探査機「はやぶさ」川口淳一郎の視点』（共著者:松田修一）（2012年10月1日、東奥日報社）ISBN 9784885611285
- 『夢を実現する発想法』（共著者:山中伸弥）（2013年1月15日、致知出版社）ISBN 9784884749873
- 『賢人の会議術』（共著者:上田昭夫 小籔千豊 柴田陽子 戸羽太）（2013年5月24日、幻冬舎）ISBN 9784344902695
- 『人工衛星と宇宙探査機 増補』（共著者:木田隆 小松敬治）（2022年11月8日、コロナ社）ISBN 9784339012316

### 監修
- 『小惑星探査機「はやぶさ」の超技術 プロジェクト立ち上げから帰還までの全記録』（監修:川口淳一郎、編集:「はやぶさ」プロジェクトチーム）（2011年3月20日、講談社 ブルーバックス）ISBN 9784062577229
- 『はやぶさパワースポット50』（監修:川口淳一郎、編集:はやぶさPS編集部）（2012年1月16日、三和書籍）ISBN 9784862511232
- 『はやぶさ力 川口淳一郎とチームはやぶさ39の新証言』（監修:川口淳一郎）（2012年1月26日、学研パブリッシング）ISBN 9784054052062
- 『おじいさんのはやぶさ』（監修:川口淳一郎、作・絵:間瀬なおかた）（2012年7月17日、ベストセラーズ）ISBN 9784584134429
- 『小惑星探査機「はやぶさ」大図鑑』（監修:川口淳一郎、CGイラストレーション:池下章裕、解説:松浦晋也）（2012年8月2日、偕成社）ISBN 9784035337102
- 『宇宙探査機 ルナ1号からはやぶさ2まで50年間の探査史』（著者:フィリップ・セゲラ、監修:川口淳一郎、訳:吉田恒雄）（2013年8月7日、飛鳥新社）ISBN 9784864102537
- 『AI・ロボット・生命・宇宙… 科学技術のフロントランナーがいま挑戦していること サイエンスとアートのフロンティア』（監修:川口淳一郎）（2017年10月1日、秀和システム）ISBN 9784798052571

## 特許
日本
- ランデブ・ドッキング標的
- スラスタ噴射時間遅れ制御器
- 惑星表面標本採取装置

アメリカ
- APPRATUS AND METHOD FOR CONTROLLING THRUSTER VALVE (1997)
- SAMPLE COLLECTOR (1997)

## 川口をモデルにした人物を演じた俳優
- 佐野史郎（映画『はやぶさ/HAYABUSA』 - 川渕幸一）
- 渡辺謙（映画『はやぶさ 遥かなる帰還』 - 山口駿一郎）
- 大杉漣（映画『おかえり、はやぶさ』 - 江本智彦）